# Diabo, Botswana
Diabo är en ort (village) i distriktet Southern i södra Botswana. 